# Hydrobiosis falcis
Hydrobiosis falcis är en nattsländeart som beskrevs av Keith A.J. Wise 1958. Hydrobiosis falcis ingår i släktet Hydrobiosis och familjen Hydrobiosidae. Inga underarter finns listade i Catalogue of Life.